# Kalanchoe latisepala
Kalanchoe latisepala ist eine Pflanzenart der Gattung Kalanchoe in der Familie der Dickblattgewächse (Crassulaceae).

## Beschreibung

### Vegetative Merkmale
Kalanchoe latisepala ist eine ausdauernde Pflanze, die Wuchshöhen von 25 bis 100 Zentimeter erreicht und mit einem mehr oder weniger dichtem Indumentum aus drüsigen Haaren bedeckt ist. Die in der Regel einfachen Triebe sind aufrecht, holzig und weisen an der Basis einen Durchmesser von 1 bis 1,5 Zentimeter auf. Sie sind grün, gelbgrün bis purpurbraun und stielrund bis oben fast vierkantig. Die Rinde der Triebe ist glatt und papierartig. Die fleischigen, gekielten Laubblätter sind in der Regel sitzend. Die grüne bis gelbgrüne, rot umrandete, eiförmig, verkehrt eiförmige. längliche bis länglich spatelige, kahle oder drüsig-langhaarige Blattspreite ist 4,5 bis 12,5 Zentimeter lang und 3,5 bis 9 Zentimeter breit. Ihre Spitze ist stumpf bis gerundet, die Basis keilförmig und verschmälert halb stängelumfassend. Der Blattrand ist unregelmäßig gekerbt oder gezähnt.

### Generative Merkmale
Der in der Regel dichte Blütenstand ist lang behaart, ebensträußig und 9 bis 18 Zentimeter breit. Die aufrechten Blüten stehen an 5 bis 10 Millimeter langen Blütenstielen. Ihr grüner Kelch ist drüsig-haarig, die Kelchröhre ist 2,5 bis 5 Millimeter lang. Die länglichen bis eiförmigen, zugespitzten, fleischigen Kelchzipfel sind 7 bis 13 Millimeter lang und 4 bis 6 Millimeter breit. Die weißen oder grünlich weißen Kronblätter sind drüsig-flaumhaarig. Die unten nahezu urnenförmige bis vierkantige Kronröhre ist darüber vierkantig-röhrig und 30 bis 35 Millimeter lang. Ihre eiförmigen oder elliptisch-eiförmigen, zugespitzten und ein aufgesetztes Spitzchen tragenden, ausgebreiteten oder plötzlich zurückgebogenen Kronzipfel weisen eine Länge von 12 bis 15 Millimeter auf und sind 6,5 bis 9 Millimeter breit. Die Staubblätter sind oberhalb der Mitte der Kronröhre angeheftet. Die oberen Staubblätter ragen aus der Blüte heraus. Die eiförmigen Staubbeutel sind 1 bis 2 Millimeter lang. Die linealischen Nektarschüppchen weisen eine Länge von 3,5 bis 7 Millimeter auf. Das Fruchtblatt weist eine Länge von 3,5 bis 7 Millimeter auf. Der Griffel ist 17,5 bis 20 Millimeter lang.

## Systematik und Verbreitung
Kalanchoe latisepala ist in Malawi und Mosambik auf Felsen in der Wüste verbreitet.
Die Erstbeschreibung durch Nicholas Edward Brown wurde 1908 veröffentlicht.

## Nachweise